# Троицк (Чељабинска област)
Троицк (рус. Троицк) град је у Русији у Чељабинској области. Према попису становништва из 2010. у граду је живело 78.637 становника.

## Становништво
Према прелиминарним подацима са пописа, у граду је 2010. живело 78.637 становника, 5.225 (6,23%) мање него 2002.
| 1939.  | 1959.  | 1970.  | 1979.  | 1989.  | 2002.  | 2010.  |
| ------ | ------ | ------ | ------ | ------ | ------ | ------ |
| 46.693 | 76.325 | 85.469 | 87.500 | 90.077 | 83.862 | 78.372 |